# Самоходный понтонный парк
СПП — самоходный понтонный парк предназначен для оборудования мостовых и паромных переправ.

## Техническое описание

### Табель материальной части
- ПММ «Волна» — 24;
- КрАЗ-255 с двумя переходными понтонами — 2;
- КрАЗ-255 с береговым звеном ПМП — 4;
- КрАЗ-255 с речным звеном ПМП — 4;
- Буксирно-моторные катера (БМК-Т) — 4;
- КрАЗ-255 с выстилкой — 2;
- КрАЗ-255 транспортный — 2.

Основу парка составляют паромно-мостовые машины ПММ «Волна». Переходные понтоны предназначены для стыковки с понтонным парком ПМП и его модификациями, так как стыковые устройства СПП и ПМП разные.

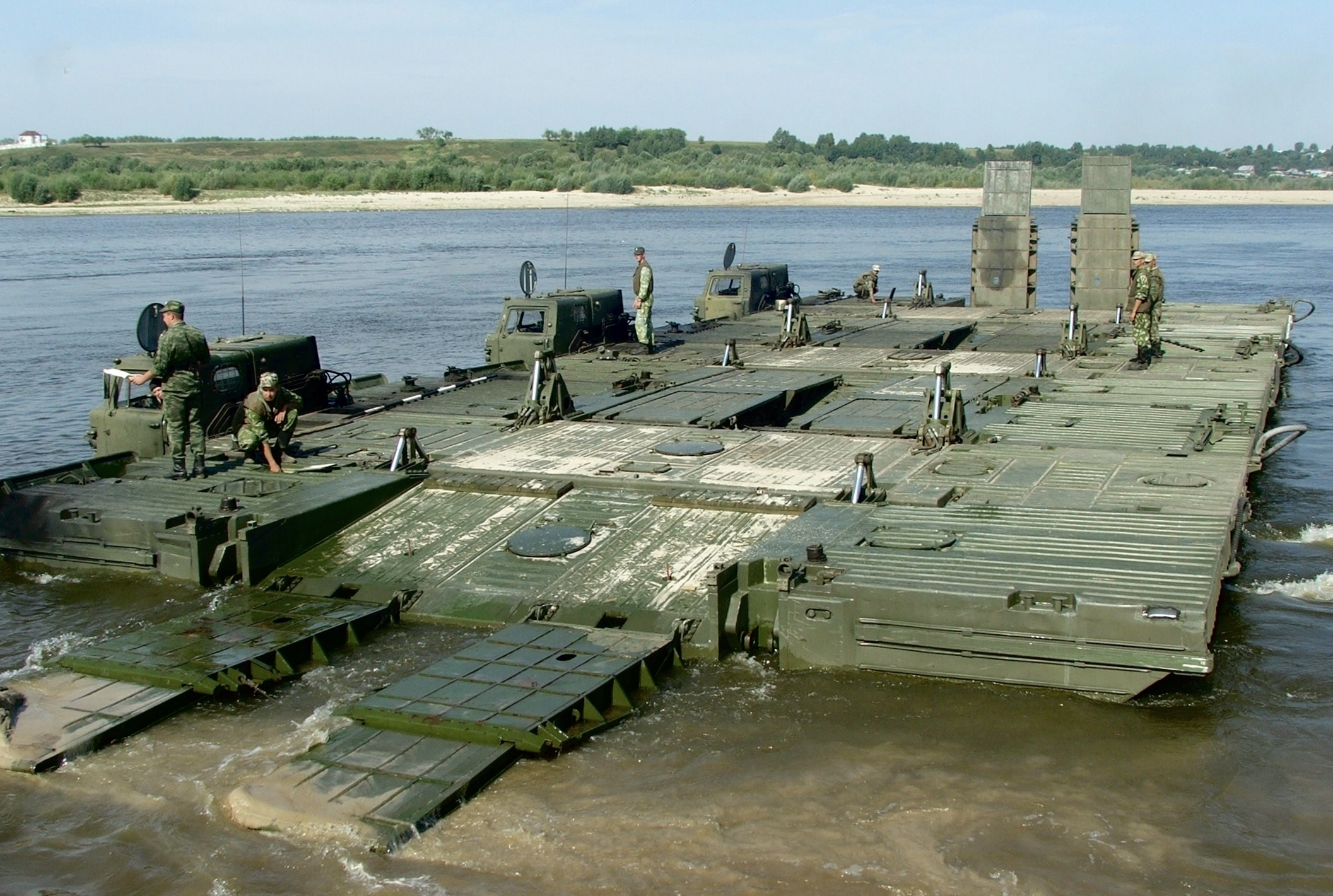
120-тонный паром

### Характеристика мостов собираемых из материальной части парка
- грузоподъемность — 50 т;
- длина моста — 260 м;
- время наводки моста — 30-40 мин.

### Характеристика перевозных паромов, собираемых из материальной части парка
- 42 т паром — 24 шт;
- 84 т паром — 12 шт;
- 126 т паром — 8 шт.

## Оценка машины
Парк СПП в историю вошел, потому что он был и пока есть . Танкисты и понтонеры его не любят из-за гидроцилиндров подъема понтонов, которые как ограничивающие ограждения торчат из палубы и которые легко сносятся танком. На ПМП иногда танкисты умудряются поворачивать в сторону, а там ничего на мешает, кроме мостового караула и мостовой команды, которые слетят в воду но материальная часть останется.